# 尾行2
《尾行2》（リバーシブルフェイス～尾行2～）是日本ILLUSION于2001年1月12日發售的三維成人遊戲。尾行是一個系列遊戲，《尾行2》是《尾行》的第二代。相對於大部分十八禁遊戲軟體畫面都是以漫畫卡通風格的平面圖像手法繪製，ILLUSION是日本成人遊戲製作商中最早探索多角形繪圖（Polygon Graphic）技術的少數特例，因此栩栩如生的畫面質感是主要的銷售訴求。

## 遊戲系統
遊戲大綱主要是在講述男主角稻垣哲也分別和幾位女主角因緣際會相遇後，在夜里暗中尾隨女主角，經過艱難的跟蹤（尾行）過關，最後在一個不見人影的地方最终接触女主角，並根据剧情的不同发展，最终发展成男女主角的相恋，进行两情相悦的纯爱；或者是袭击女主角对其进行强奸等等。在尾行的過程中，男主角可以獲得各種道具，而获得的道具则直接决定了主角所选择的三种剧情中的哪一种，包括选择强奸路线剧情所需要的電棍、布團、廢輪胎、手銬，选择真爱路线剧情所需要的书信、证件、照片、护身符等，或者两种路线的道具要求都不满足时则产生另一种剧情。

## 人物介紹
稻垣哲也
遊戲的男主角。在面對不同的女主角時他擁有許多不同身份。有時他是大學生，有時是公司小職員，有時又是無業遊民，但是共同點就是有些好色，对女主角有着强烈的感觉。
上杉麗緒奈
上杉麗緒奈是一家成人影片商店的營業員。因爲稻垣哲也經常到這家音像店租色情片看，从而認識了男主角，後來稻垣哲也收到上杉麗緒奈夹在碟片中写给他的字条后百感交集，开始关注她，并在一次偶尔见到上杉麗緒奈晚上下班时开始对其尾行……。
篠原皐月
篠原皐月是個女偷窃賊。有一次篠原皐月到便利店偷窃，恰巧被稻垣哲也遇見，但是稻垣哲也並未當場揭露，而是尾隨跟去。尾行到偏僻処，稻垣哲也对其義正詞嚴的教訓后……
飯島里香
飯島里香是一所中學的女中學生。飯島里香與稻垣哲也经常在地鉄上相遇。一次意外使得稻垣哲也不慎对飯島里香“袭胸”，被飯島里香下意识的推出了地铁列车而导致稻垣哲也上班迟到而被公司开除。数日后，稻垣哲也再次在列车站遇到飯島里香，怀着复杂的心情，稻垣哲也开始了对飯島里香的尾行……
松泽裕子
松泽裕子是一家公司的辦公室職員。稻垣哲也是松泽裕子的同事，松泽裕子穿著性感、舉止神秘。一次偶然事件，稻垣哲也听到了松泽裕子是刺探倒卖公司机密的商业间谍的消息，并在上司的要求下对松泽裕子展开监视。某一天两人同时加班，下班后稻垣哲也便一路尾行松泽裕子到达一处偏僻的废弃工厂……
竹田彌生
竹田彌生是一位业余長跑運動員。一天晚上竹田彌生到公園裏訓練，遇見曾经的長跑運動員，而现已由于腿伤而不得不退役的稻垣哲也，一番交流后竹田彌生提出兩人来一场長跑比赛，当稻垣哲也终于赶上并试图超过竹田彌生时发现其与自己有着同样的伤病……

## 外部連結
- ILLUSION官方網站 （页面存档备份，存于）（日語）